# Giovanni Petrucci (acteur)
Pour les articles homonymes, voir Giovanni Petrucci et Petrucci.

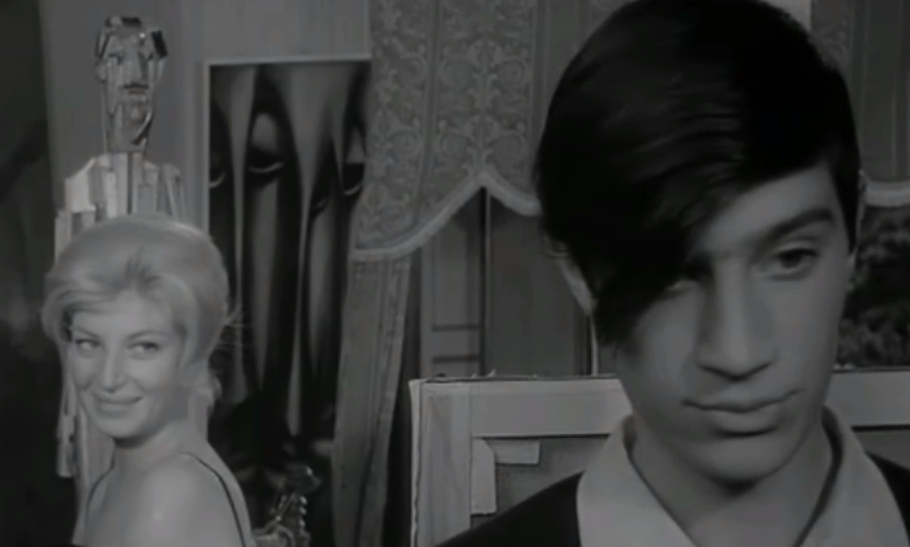
Avec Monica Vitti, dans L'avventura (1960)

Giovanni Petrucci, né le 5 avril 1941 à Rome, est un acteur italien (parfois crédité Giovanni Petti).

## Biographie
Au cinéma, Giovanni Petrucci débute adolescent dans les années 1950. Durant les années 1960, il apparaît notamment dans L'avventura de Michelangelo Antonioni (1960, avec Monica Vitti), Les Protagonistes de Marcello Fondato (1968, avec Sylva Koscina) et quelques westerns spaghetti (ex. : Pour un whisky de plus de José Luis Borau en 1964).
Principalement acteur de doublage ultérieurement (au cinéma comme à la télévision), il est entre autres la voix italienne de Richard Attenborough (The Human Factor d'Otto Preminger en 1979) et John Goodman (Beyond the Sea de Kevin Spacey en 2004).
Giovanni Petrucci est par ailleurs acteur de théâtre.

## Filmographie partielle

### Acteur
Cinéma
- 1953 : Un dimanche romain (La domenica della buona gente) d'Anton Giulio Majano : Vittorio
- 1960 : L'avventura de Michelangelo Antonioni : le prince Goffredo
- 1961 : Viva l'Italia de Roberto Rossellini : Fabrizio Plutino
- 1964 : Pour un whisky de plus (Cavalca e uccidi) de José Luis Borau : Lewitt
- 1964 : Ah ! Les Belles Familles (Le belle famiglie) de Ugo Gregoretti (film à sketches)
- 1965 : La Frontière de la haine (I tre del Colorado) d'Amando de Ossorio : Milton
- 1967 : Don Giovanni in Sicilia d'Alberto Lattuada
- 1967 : La mort était au rendez-vous (Da uomo a uomo) de Giulio Petroni : un complice de Walcott
- 1968 : Les Protagonistes (I protagonisti) de Marcello Fondato : Carlo
- 1968 : Pas de diamants pour Ursula (I diamanti che nessuno voleva rubare) de Gino Mangini : L'assistant
- 1968 : La Malle de San Antonio (Una pistola per cento bare) d'Umberto Lenzi : Jeff Mortimer Logan
- 1969 : Le Fossoyeur (Sono Sartana il vostro becchino) de Giuliano Carnimeo : un shérif-adjoint
- 1972 : Estratto dagli archivi segreti della polizia di una capitale europea de Riccardo Freda : Fred
- 1973 : Les Anges pervers (Il sesso della strega) d'Angelo Pannacciò
- 1975 : Le Blanc, le Jaune et le Noir (Il bianco il giallo il nero) de Sergio Corbucci
- 1976 : Les Sorciers de l'île aux singes (Safari Express) de Duccio Tessari

### Acteur de doublage

#### Cinéma
- 1979 : The Human Factor d'Otto Preminger : voix de Richard Attenborough
- 1983 : Stacy's Knights de Jim Wilson : voix de Kevin Costner
- 1985 : Un drôle de Noël (One Magic Christmas) de Phillip Borsos : voix de Harry Dean Stanton
- 2001 : Le Journal de Bridget Jones (Bridget Jones's Diary) de Sharon Maguire : voix de James Faulkner
- 2004 : Beyond the Sea de Kevin Spacey : voix de John Goodman
- 2009 : Stay Cool de Michael Polish : voix de Chevy Chase

#### Télévision
- 1990-1991 : Twin Peaks (série) : voix de Carel Struycken
- 1998 : Le Comte de Monte-Cristo de Josée Dayan (mini-série) : voix de Jean-Claude Brialy

## Note
1. ↑  Et non pas en 1941 selon l'IMDb ci-dessus (confusion avec un acteur homonyme).